# Xtro
Xtro (titlu original: Xtro) este un film SF de groază britanic din 1982 regizat de Harry Bromley Davenport și co-produs de Bob Shaye. În rolurile principale joacă actorii  Bernice Stegers, Philip Sayer, Simon Nash, Maryam d'Abo și Danny Brainin. Este un film cu buget redus care a devenit un film idol.

## Prezentare
Sam (Philip Sayer), tatăl lui Tony (Simon Nash), care a fost răpit de extratereștri cu trei ani în urmă, se întoarce pe Pământ să-și caute soția și fiul. În tot acest timp, Rachel (Bernice Stegers) a trăit cu un alt bărbat, Joe (Danny Brainin), iar reuniunea devine ciudată. Joe nu mai are încredere în Sam și Rachel nu se poate decide ce sentimente are pentru cei doi bărbați. Sam nu mai este același ca atunci când a dispărut și are efecte înfricoșătoare asupra lui Tony...

## Distribuție
- Philip Sayer ca Sam Phillips
- Bernice Stegers ca Rachel Phillips
- Danny Brainin ca Joe Daniels
- Maryam d'Abo ca Analise Mercier
- Simon Nash ca Tony Phillips
- Peter Mandell ca Clown
- David Cardy ca Michael
- Anna Wing ca  Mrs. Goodman
- Robert Fyfe ca Doctor
- Katherine Best ca Jane
- Robert Pereno ca Ben
- Sean Crawford ca Commando
- Tim Dry ca Monstru
- Susie Silvey ca Woman In Cottage
- Arthur Whybrow ca Mr. Knight

## Primire
Filmul a primit "Licorne d'or (Unicornul de Aur)" la Festival international du film fantastique et de science-fiction de Paris.